# Chūshingura
Chūshingura (忠臣蔵) é a peça teatral (Drama) mais famosa da história japonesa. Ela retrata a história dos 47 ronin e da morte de seu mestre, Asano Naganori. Desde o início Kanadehon Chūshingura (仮名手本忠臣蔵), a história tem sido retratada em  kabuki, bunraku, jogos, filmes, novelas, televisão, quadrinhos, shows e outras mídias. Com dez diferentes produções televisivas nos anos de 1997–2007, o Chūshingura é a história mais familiar na história no Japão.

## Eventos históricos
A lenda dos 47 rōnin (四十七士, Shi-jū Shichi-shi, Yon-jū Nana-shi), "Incidente de Akō" (赤穂浪士, Akō rōshi), "Acidente de Genroku Akō"  (元禄赤穂事件, Genroku akō jikeno) "Lenda dos 47 samuráis", é uma história japonesa, considerada como lenda nacional neste país, por vários estudiosos. Este evento aconteceu aproximadamente entre 1701 e 1703. É a lenda mais famosa do código de honra Samurai: o Bushidō.
A história conta que um grupo de samurais (exatamente 47) foram forçados a se tornarem rōnin (浪人) (Samurais sem um senhor), de acordo com o código de honra samurai, depois que seu daimyō (senhor feudal) foi obrigado a cometer seppuku (ritual suicida) por ter agredido um alto funcionário judicial nomeado Kira Yoshinaka, em uma sede do governo. Os rōnin elaboraram um plano para vingar o seu daimyō, que consistia em matar Kira Yoshinaka, e toda sua família. Os 47 rōnin esperaram cerca de um ano e meio para não despertarem qualquer suspeita entre a justiça japonesa. Após o assassinato de Kira, se entregaram à justiça e foram condenados a cometer seppuku. Esta lendária história tornou-se muito popular na cultura do Japão, porque mostra lealdade, sacrifício, persistência e honra que as boas pessoas devem preservar em sua vida cotidiana. A popularidade da mística história aumentou rapidamente na modernização da era Meiji no Japão, onde muitas pessoas neste país anseiam em voltar às suas raízes culturais.
Em 1822, o conto mais conhecido do incidente em Ako foi publicado livro póstrumo de Isaac Titsingh, Ilustrações do Japão.

### Bunraku
O Bunraku é um teatro de bonecos que se tornou popular nos séculos passados. Um gênero tipicamente japonês na paciência e dedicação.
A história dos 47 ronin serviu de base para a obra do teatro japonês, Kanadehon Chushingura, levado à cena pela primeira vez em 1748. Uma vez que estava em vigor na altura uma proibição à representação artística e à dramatização de acontecimentos contemporâneos e à utilização dos nomes de personagens reais, a versão teatral da vingança de Ako foi transferida para os dias do shogun Ashikaga Takauji (1308- 1358), o fundador do Shogunato Ashikaga, e o local da acção passou de Edo para Kamakura. Do mesmo modo Asano tornou-se Enya, Kira tornou-se Moronao, e Oishi Kuranosuke Yoshio passou a Oboshi Yuranosuke.

### Kabuki
Kabuki (歌舞伎) é uma forma de teatro japonês, conhecida pela estilização do drama e pela elaborada maquiagem usada por seus atores.
O significado individual de cada ideograma é canto (ka) (歌), dança (bu) (舞) e habilidade (ki) (伎), e por isso a palavra kabuki é às vezes traduzida como “a arte de cantar e dançar”. Esses ideogramas, entretanto, são o que se chama de ateji (ideogramas usados apenas com sentido fonético) e não refletem a etimologia mesma da palavra. Acredita-se, de fato, que kabuki derive do verbo kabuku, significando aproximadamente “ser fora do comum”, donde se depreende o sentido de teatro de “vanguarda” ou teatro “bizarro”.

## A PeçaChūshingura
A peça Kanadehon Chūshingura foi baseada na história dos 47 ronin acontecida entre 1701 e 1703, e sua cronologia está resumida logo abaixo:
|  | Ato I (Tsurugaoka kabuto aratame)               | A cortina é puxada para abrir lentamente ao longo de vários minutos, acompanhados por quarenta e sete individuais batimentos do ki, uma para cada um dos heróicos rōnin. Gradualmente, os atores são revelados em frente ao Santuário de Hachiman. Eles se reuniram para encontrar e apresentar um capacete especial no santuário, e é Lady, Kaoyo, que vem para identificar o elmo de seu mestre, Utagawa Hiroshige.                                       |
|  | Ato II                                          | Konami recebe Rikiya; Honzo Corta um galho de pinheiro com a espada de Wakasanosuke, Utagawa |
|  | Ato III (Matsu no rōka)                         | . Bannai, guarda de Moronao, com a lista de presentes para apaziguar Moronao, observado por Honzo a esquerda. Nesta cena, ofendido pela repulsa Kaoyo, Moronō insulta Hangand por incompetência e atraso em suas funções. Hangan, diz, que ele é como um pequeno peixe: é bom dentro de seus limites. Mas a repudia contra si continua e incapaz de suportar os insultos por mais tempo, Hangan ataca Moronō, mas, é detido pelo seu guarda Kakogawa Honzō. |
|  | Ato IV (Enya yakata no ba)                      | Enviada pelo Shogun, Lady Kaoyo foi até o castelo de Enya, trazendo sua sentença de morte. Ao cair da noite Yuranosuke, fica sozinho, e oferta uma triste despedida para a mansão. Ele possui a adaga que matou seu mestre, e ele faz o juramento de vingançaEle detém a sangrenta adaga com a qual matou seu rei e lambe-lo como um juramento desejando morrer pela vingança.                                                                              |
|  | Ato V (Yamazaki kaidō teppō watashi no ba)      | Yoichibei, vende sua filha Okaru para a prostituição, para levantar dinheiro para a vingança. Yoichibei é assassinado por Sadakurô, os filho de Kudayū, guarda de Hangan. Sadakurō veste um quimono negro. Kanpei atira em um porco selvagem mas erra, e em vez disso, acerta Sadakurō que morre. Kanpei encontra o corpo, descobre o dinheiro, e decide levá-lo e dar à vingança.                                                                          |
|  | Ato VI (Kanpei seppuku no ba)                   | Caçadores retornam trazendo o corpo de Yoichibei de volta a sua casa - O assassinato de Yoichibei é descoberto e Kanpei, acreditando erroneamente que é responsável, comete seppuku. A verdade, porém, é revelada antes de seu último suspiro, e em seu próprio sangue, foi permitido a Kanpei adicionar o seu nome à lista da vingança. |
|  | Ato VII (Gion Ichiriki no ba)                   | Yuranosuke janta com o espião Kudayu no bordel Ichiriki, Kyoto, no aniversário da morte de Enya - Kudayū, o pai de Sadakurō, agora trabalha para Moronō e seu objetivo é descobrir se Yuranosuke ainda possui planos de vingança ou não. Ele testa Yuranosuke oferecendo-lhe comida no aniversário da morte do seu senhor, quando ele deveria manter jejum. Yuranosuke é forçado a aceitar.                                                                 |
|  | Ato VIII (Michiyuki tabiji no yomeiri)          | Viagem da noiva Konami - Quando Enya puxou sua espada contra Moronō dentro do palácio do shogun, foi Honzō Kakogawa, que impediu-o de matar o velho senhor. Konami é filha de Honzō, está noiva do filho de Yuranosuke, Rikiya, mas desde os acontecimentos o casamento foi cancelado. |
|  | Ato IX (Yamashina kankyo no ba)                 | Honzo suicida-se na frente se sua Família. Yuranosuke vestindo um Komuso se prepara para atacar Moronao |
|  | Ato X                                           | Transporte de uma cesta que esconde Yuranosuke até a casa de Gihei - |
|  | Ato XI (Koke uchiiri no ba) – Primeiro Episódio | Ronin atravessam um rio a noite para chegar ao castelo de Moronao |
|  | Ato XI (Koke uchiiri no ba) – Segundo Episódio  | Ronin então no interior da casa de Moronao |
|  | Ato XI (Koke uchiiri no ba) – Terceiro Episódio | Moronao é capturado e a espada do suicido de Enya é mostrado por Yuranosuke |
|  | Ato XI (Koke uchiiri no ba) – Quarto Episódio   | Após o ataque, voltam para Sengakuji, no caminho são parados pelos soldados do Príncipe Sendai, para descançarem. |
|  | Ato XI (Koke uchiiri no ba) – Quinto Episódio   | Foram parados na ponte de Ryogoku pelos representantes do Shogun |
|  | Ato XI (Koke uchiiri no ba) - Sexto Episódio    | Os ronin entram no templo de Sengakuji para realizar uma homenagem ao seu mestre , Enya |